# Matt Hughes (zawodnik MMA)
Matthew Allen Hughes (ur. 13 października 1973) − amerykański zawodnik mieszanych sztuk walki (MMA). Były dwukrotny mistrz UFC w wadze półśredniej (do 77 kg).

## Kariera MMA
Profesjonalny debiut w mieszanych sztukach walki zanotował w 1998 roku. Rok później stoczył swoją pierwszą walkę dla organizacji UFC, wygrywając z Bułgarem Walerym Ignatowem (UFC 22). Następnie walczył dla wielu innych organizacji, w tym Extreme Challenge i Fighting Network Rings. Do UFC powrócił 2 listopada 2001 roku (UFC 34), gdy zmierzył się w Las Vegas z ówczesnym mistrzem tej organizacji w wadze półśredniej, Carlosem Newtonem. Hughes odebrał Kanadyjczykowi pas, nokautując go efektownym suplesem. 

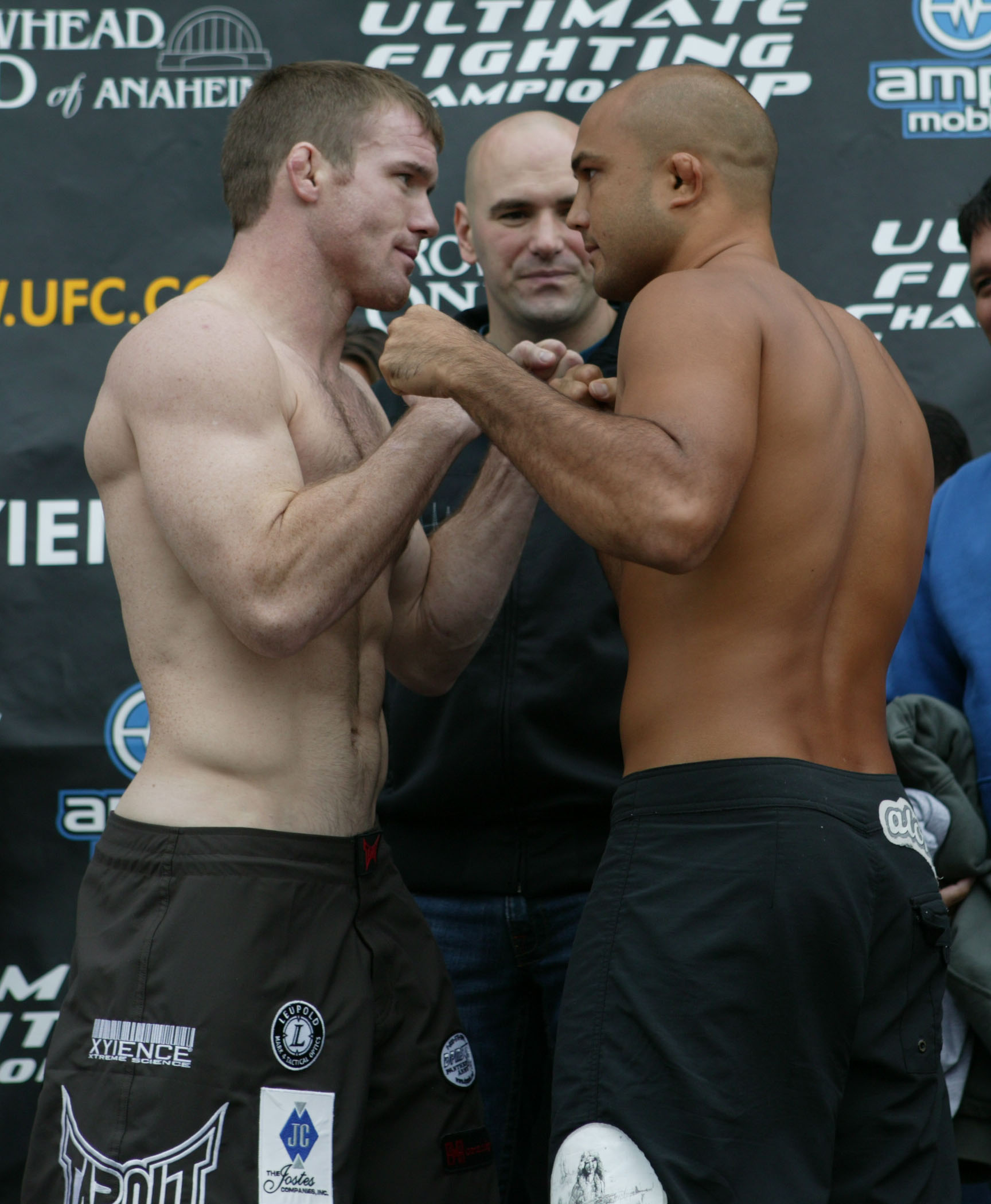
Hughes (po lewej) przed drugą walką z Pennem

Mistrzostwo obronił pięciokrotnie, pokonując czterech z pięciu pretendentów przed czasem, kolejno Hayato Sakuraia, Carlosa Newtona, Gila Castillo, Seana Sherka oraz Franka Trigga. Tytuł stracił w szóstej obronie 31 stycznia 2004 roku (UFC 46), poddając się w walce z B.J. Pennem, który zastosował skuteczne duszenie zza pleców. Wkrótce po wywalczeniu tytułu Penn podpisał kontrakt z FEG, za co UFC pozbawiła go pasa. Do walki o wakujące mistrzostwo zostali wyznaczeni więc Hughes i Georges St-Pierre. 22 października 2004 roku na gali UFC 50 w Atlantic City Hughes pokonał St-Pierre'a, zakładając mu dźwignię na ramię. Następnie dwukrotnie obronił pas (w tym przeciw Pennowi), aby stracić go 18 listopada 2006 roku na UFC 65 w rewanżowej walce z St-Pierre’em. Wcześnie, bo 27 maja 2006 wygrał superfight z trzykrotnym zwycięzcą turniejów UFC Royce’em Gracie.
Kanadyjczyk utracił jednak tytuł, sensacyjnie przegrywając już w pierwszej jego obronie z Mattem Serrą. Skorzystał na tym Hughes, którego wyznaczono na pretendenta nr 1 do mistrzostwa. Do planowanej walki z Serrą jednak nie doszło z powodu kontuzji tego drugiego. Władze UFC zorganizowały więc walkę o tymczasowe mistrzostwo w wadze półśredniej, w której zmierzyli się ponownie Hughes i St-Pierre. Do trzeciej już z kolei konfrontacji między nimi doszło 29 grudnia 2007 roku (UFC 79). Po raz drugi wygrał Kanadyjczyk, pokonując Amerykanina przez poddanie (dźwignia na ramię). 
Pół roku później Hughes doznał kolejnej przegranej, gdy został znokautowany przez Brazylijczyka Thiago Alvesa. Porażka ta sprawiła, że na niemal rok wycofał się ze startów. 
Do UFC powrócił w maju 2009 roku, wygrywając następnie 3 walki z rzędu nad Mattem Serrą, Renzo Gracie i Ricardo Almeidą. 20 listopada 2010 roku podczas UFC 123 zmierzył się po raz trzeci z B.J. Pennem. Tym razem przegrał przez nokaut w 21. sekundzie walki. 24 września 2011 przegrał drugą walkę z rzędu przez nokaut z Joshem Koscheckiem. Po tej przegranej zawiesił karierę, natomiast 24 stycznia 2013 ogłosił definitywne zakończenie kariery sportowej.

## Osiągnięcia
Mieszane sztuki walki:
- 1998: Extreme Challenge 21 - finalista turnieju
- 1999: Extreme Challenge 29 - 1. miejsce
- 2001–2004: mistrz UFC w wadze półśredniej
- 2004–2006: mistrz UFC w wadze półśredniej
- 2010: Członek Galerii Sław UFC

Zapasy:
- National Collegiate Athletic Association:
  - NCAA Division I All-American
  - 1996: 8. miejsce w kat. 71,6 kg
  - 1997: 5. miejsce w kat. 71,6 kg

- National Junior College Athletic Association[2]:
  - NJCAA All-American Team
  - 1994: 5. miejsce w kat. 71,6 kg
  - 1995: 3. miejsce w kat. 71,6 kg
  - Członek Galerii Sław NJCAA

- Illinois High School Association[3]:
  - 1991: 1. miejsce w kat. 65,7 kg
  - 1992: 1. miejsce w kat. 65,7 kg